# Alegría (apellido)
Alegría es un apellido toponímico originario del País Vasco, España. Si bien algunos autores sitúan el origen de este linaje en Navarra y Vitoria, la mayoría de los tratadistas toman como cierto que se trata de un antropónimo toponímico de los oriundos de Alegría de Oria, villa del partido judicial de Tolosa, en la provincia de Guipúzcoa. 
Hubo, en efecto, muy antiguas casas de Alegría en el País Vasco y Navarra, cuyas ramas pasaron a otros lugares de España, pues algunos de sus caballeros pasaron a Andalucía para servir a los Reyes Católicos en la conquista de Granada. Otros fueron a Murcia y se establecieron en la villa de Totana. El apellido luego se extendió a Hispanoamérica mayormente viniendo de Navarra.